# Perioodika
Perioodika war ein estnischer Buch-, Zeitschriften- und Zeitungsverlag mit Sitz in Tallinn.

## Geschichte des Verlags
Nach der Annexion Estlands durch die Sowjetunion im Juni 1940 und der Verstaatlichung der Produktionsmittel wurden alle Zeitungen Estlands in einem neugegründeten Verlag herausgegeben, der zunächst den Namen Ajalehtede Kirjastus (Zeitungsverlag) erhielt. Nach einer Unterbrechung durch die deutsche Besatzung während des Zweiten Weltkriegs wurde die Verlagstätigkeit 1944 fortgesetzt. Ab 1947 wurden auch Zeitschriften in dem Verlag publiziert, der alsbald den Namen Ajalehtede ja Ajakirjade Kirjastus (Zeitungs- und Zeitschriftenverlag) trug.
1962 wurde für die Herausgabe der Zeitungen von diesem Verlag der „Verlag des ZK der EKP“ abgespalten, während die Zeitschriftensparte weiterhin unter dem alten Namen erschien und ab 1965 den Namen „Perioodika“ trug. Ab 1973 veröffentlichte der Verlag auch Broschüren und Bücher für Touristen, teilweise in Fremdsprachen. Schon vorher war der Verlag jedoch im literarischen Bereich tätig, da die seit 1957 erscheinende „Bibliothek von Looming“ (Loomingu Raamatukogu), die eine wichtige Rolle auf dem literarischen Feld Estlands spielt, ebenfalls in diesem Verlag herauskam.

## Veränderungen nach Wiedererlangung der Unabhängigkeit
1992 erschienen in dem Verlag noch zwei Zeitungen und 24 Zeitschriften. Hierzu gehörten die Kulturzeitung Sirp sowie alle wichtigen Kulturzeitschriften wie Keel ja Kirjandus, Looming, Vikerkaar etc. 1997 wurde der Verlag privatisiert und in eine Aktiengesellschaft umgewandelt, die den Namen bis 2004 trug.
2004 wurde der Verlag aufgelöst, die ehemals bei Perioodika herausgekommenen Zeitschriften wurden von dem bereits 1999 gegründeten Verlag SA Kultuurileht übernommen.

## Sekundärliteratur
- Eesti raamat 1525–1975. Ajalooline ülevaade. Tallinn: Valgus 1978.
- Tiit Hennoste, Roosmarii Kurvits: Eesti ajakirjanduse 100 aastat. Tallinn: Post Factum 2019.